# Moto2
Moto2 és una de les categories que integren el Campionat del Món de Motociclisme de velocitat, regulat per la FIM. Destinada a motocicletes equipades amb motors de 765 cc de quatre temps que oscil·len entre uns 150cv i 170cv de potència. Aquesta categoria substituí a partir del 2010 a l'antiga de 250cc (amb motor de dos temps). Els motors eren inicialment produïts per Honda i més tard per Triumph, els pneumàtics per Dunlop i l'electrònica la subministren només productors autoritzats per la FIM, amb un cost màxim de 650 euros per equipament.

## Història
El guanyador de la primera edició del mundial d'aquesta categoria (la de 2010) i, per tant, primer Campió del Món de Moto2, fou Toni Elías (fill del famós campió d'Espanya de motocròs Toni Elías Deix). Aquell any, però, estigué marcat per un fet luctuós: el pilot Shoya Tomizawa va morir a Misano durant el Gran Premi de San Marino.

## Reglamentacions
La graella de sortida conté uns 20 corredors i es compon de quatre columnes. Pel que fa a la moto, s'hi prohibeixen els frens de fibra de carboni i només se n'hi permeten d'acer. Això sí, no hi ha limitacions pel que fa al xassís.
Fins al 2018, al campionat s'hi feien servir només els motors Honda tetracilíndrics en línia de quatre temps i 600 cc. El 2019, Triumph va substituir Honda com a únic proveïdor de motors per a Moto2. Els nous motors Triumph són també de quatre temps, però tricilíndrics i amb una cilindrada de 765 cc. D'altra banda, el 2024 Pirelli va esdevenir l'únic proveïdor de pneumàtics tant per a Moto2 com per a Moto3, substituint Dunlop.

### Especificacions del motor
- Configuració: 3 en línia.
- Cilindrada: 765 cc.
- Cicle: 4 temps.
- Vàlvules: 12 vàlvules.

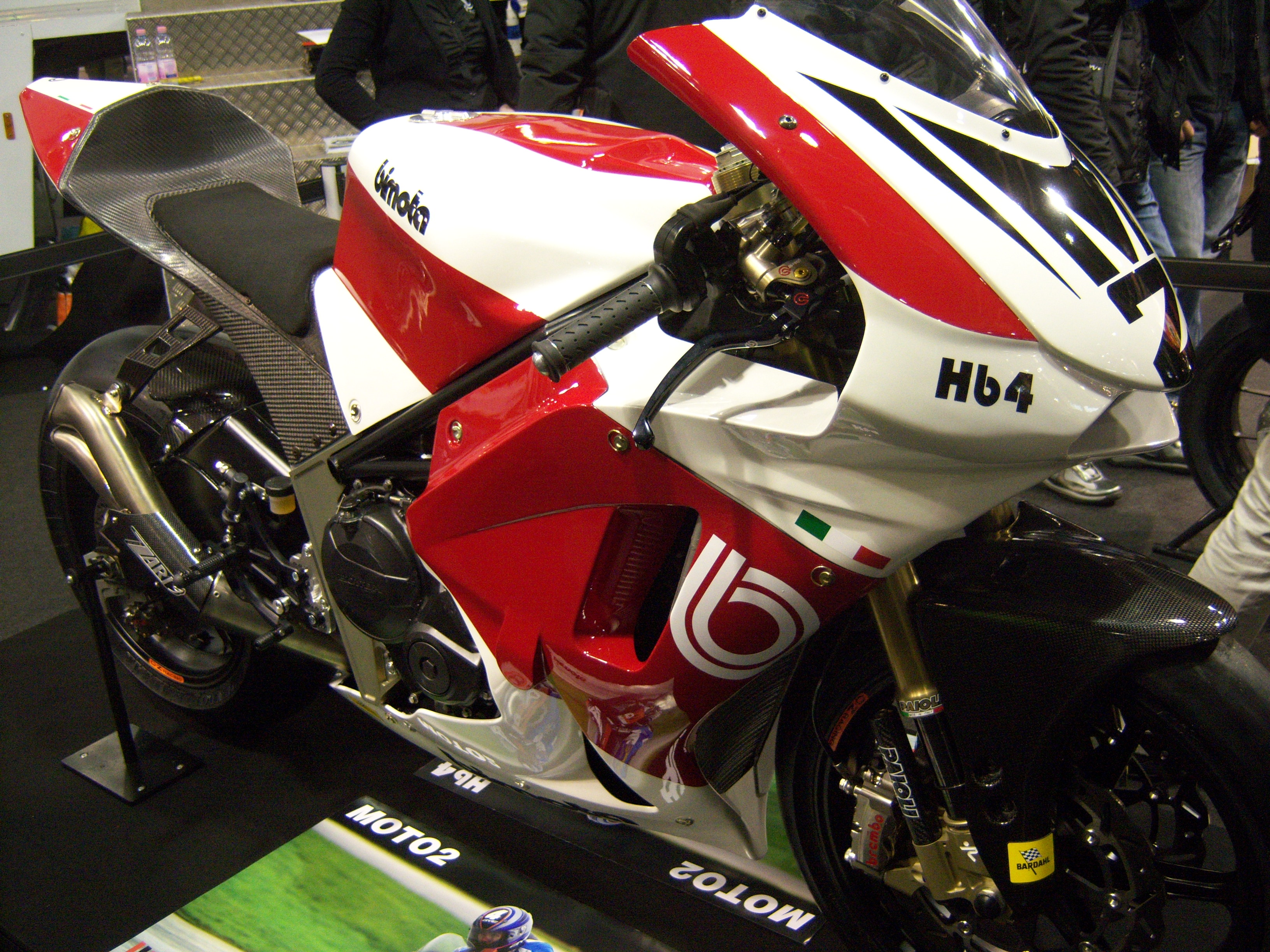
Bimota HB4 del 2010

- Distribució: Arbre de lleves (DOHC), 4 vàlvules per cilindre.
- Combustible: Sense plom, 100 octans (qualsevol mena de combustible).
- Alimentació: Injecció.
- Aspiració: Motor d'aspiració natural.
- Potència: Més de 150 CV.
- Lubricació: Càrter humit.
- Màxim de revolucions: 17.500 - 18.000 rpm.
- Refrigeració: Bomba d'aigua individual.

## Campions
A 21 de novembre de 2024
| Edició | Any  | Pilot             | Motocicleta |
| ------ | ---- | ----------------- | ----------- |
| I      | 2010 | Toni Elías        | Moriwaki    |
| II     | 2011 | Stefan Bradl      | Kalex       |
| III    | 2012 | Marc Márquez      | Suter       |
| IV     | 2013 | Pol Espargaró     | Kalex       |
| V      | 2014 | Tito Rabat        | Kalex       |
| VI     | 2015 | Johann Zarco      | Kalex       |
| VII    | 2016 | Johann Zarco      | Kalex       |
| VIII   | 2017 | Franco Morbidelli | Kalex       |
| IX     | 2018 | Francesco Bagnaia | Kalex       |
|        |      |                   |             |
| X      | 2019 | Àlex Márquez      | Kalex       |
| XI     | 2020 | Enea Bastianini   | Kalex       |
| XII    | 2021 | Remy Gardner      | Kalex       |
| XIII   | 2022 | Augusto Fernández | Kalex       |
| XIV    | 2023 | Pedro Acosta      | Kalex       |
| XV     | 2024 | Ai Ogura          | Boscoscuro  |

1. ↑  Primer any amb motors Triumph